# Desafío Príncipe Rainiero III
El Challenge Prince Rainier III es la principal liga de fútbol de Mónaco y es organizado por la Federación Monegasca de Fútbol. El microestado cuenta también con un equipo en la Ligue 1 de Francia, el AS Monaco, que no participa de la Liga de Mónaco.

## Historia
La liga fue creada por Joseph Destéfanis en 1976 por una petición que había hecho el año anterior el entonces príncipe de Mónaco Raniero III, razón por la cual el torneo lleva su nombre.

## Equipos 2012/13

### Challenge Prince Rainier III
| - CCF Cabinet Wolzok - Fonction Publique - Hôpital de Monaco - La Poste - Mairie de Monaco | - Ribeiro Frères - Single Buoy Moorings Administration - SMA - Sun Casino - Sûreté Publique |

### Challenge Ville de Monaco

#### Poule 2
| - Barclays Bank Monaco - Carabiniers du Prince - CFM Monaco | - HSBC Private Bank - Mecaplast - Single Buoy Moorings |

#### Poule 3
| - BGER Monaco - CCA International - Experian Scorex | - Monaco Parkings - Palais Princier - Single Buoy Moorings Slot Machines |

## Estadios
| - Monegeti | - Cap-d'Ail (Francia) |

## Palmarés[3]
| - 1976: Single Buoy Moorings Jeux - 1977: Single Buoy Moorings Loews Jeux - 1978: Single Buoy Moorings Loews Jeux - 1979: Palais Princier - 1980: No se disputó - 1981: Banque Sudaméris - 1982: Single Buoy Moorings Loews Jeux - 1983: No se disputó - 1984 Single Buoy Moorings Loews Jeux - 1985 Single Buoy Moorings Loews Jeux - 1986 Single Buoy Moorings Loews Jeux - 1987 Single Buoy Moorings Loews Jeux - 1988 Palais Princier - 1989 Palais Princier - 1990 Single Buoy Moorings Loews Jeux - 1991 Loews Hotel - 1992 Café de Paris - 1993 Sun Casino | - 1994 Café de Paris - 1995 Hôpital de Monaco - 1996 GEM Bâtiment - 1997 GEM Bâtiment - 1998 GEM Bâtiment - 1999 GEM Bâtiment - 2000 Sun Casino - 2001 GEM Bâtiment - 2002 Sun Casino - 2003 Sun Casino - 2004 Ribeiro Frères - 2005: Sun Casino - 2006: Sun Casino - 2007: Sun Casino - 2008: Sofamo Biotherm - 2009: Sun Casino - 2010: Sun Casino - 2011: Sun Casino | - 2012: La Poste Monte Carlo - 2013: Sun Casino - 2014: MR Concept - 2015: Ribeiro Frères - 2016: Ribeiro Frères - 2017: MR Concept - 2018: Hôpital de Monaco - 2019: MI Monaco - 2020: Vinci Construction - 2021: Abandonado - 2022: Carabiniers du Prince FC |

## Clubes desaparecidos
| - Anciens O.S. Monaco - Association Jeunesse et Sport des Monéghetti - Association Sportive Du Mentonnais - AST - Banque du Gothard - Banque J. Safra - BNP Paribas - BPCA - Café de Paris - Caisses Sociales MC - Carrefour Monaco - Casino Monte-Carlo - CMB-SAMIC - Cogenec CFM - Crédit Foncier - CTM - Décathlon - Entente Services Public - GEM Bâtiment - Grimaldi Forum - HBS - IM2S Football Team | - Lancaster Group - Loews Hotel - Maison d'Arrêt - Monaco Logistique - Monaco Telecom Le Groupe - Monte-Carlo Country Club - Office des Téléphones - OSM Monacolor - Radio Monte Carlo - Richelmi - SAMIC - Sapeurs Pompiers Monaco - SDAU - SBM Jeux - SBM Loews Jeux - SIAMP CEDAP - Silvatrim - Slot San Casiono - Sofamo Biotherm - SUC - Theramex - UBS Monaco |